# Loving You (Michael Jackson)
Loving You è un brano musicale del cantante statunitense Michael Jackson, originariamente registrato durante le sessioni dell'album Bad (1987) ed in seguito incluso nel secondo album in studio postumo di Jackson, Xscape del 2014.

## Il brano
La canzone è stata originariamente prodotta e scritta dallo stesso Michael Jackson durante le sessioni di registrazione dell'album Bad tra il 1985 e il 1987, anno di pubblicazione dell'album, ma non è riuscita ad essere inclusa nella tracklist definitiva perché non ritenuta all'altezza delle altre tracce del disco; Matt Forger, uno degli ingegneri di fiducia di Jackson, ha dichiarato che la canzone non era, secondo il cantante, all'altezza delle tracce già scelte per essere pubblicate nel disco e quindi il pezzo non venne incluso. Soltanto dopo la morte di Michael Jackson, avvenuta nel 2009, si decise di riproporre la canzone, come uno degli inediti scelti per il secondo album postumo di Jackson, Xscape del 2014. Loving You ha fatto il suo debutto il 6 maggio 2014 quando la Epic Records ha deciso di renderla disponibile nei download digitali e streaming. La canzone è una ballata che racconta di una storia d'amore vissuta dal cantante con un'amante in una calda estate. La versione rielaborata del brano, prodotta da Timbaland, è ricca di sonorità che ricordano molto le armonie delle canzoni ai tempi della Motown Records durante gli anni settanta, e presenta melodie soul e una linea di basso, mentre la versione originale, così come lasciata da Jackson allo stadio di demo, venne pubblicata, sempre nel 2014, nella Deluxe Edition dell'album Xscape.

## Promozione
Il brano è stato pubblicato il 9 maggio 2014 come singolo promozionale dell'album: la canzone è subito salita alla seconda posizione dei singoli R&B/Soul degli Stati Uniti, mentre in altre classifiche musicali tra cui nei Paesi Bassi e nella Billboard Top Songs si è fermata alla ventiquattresima posizione; anche se meno famosa di altre canzoni dell'album, il brano è comunque entrato nelle classifiche di almeno una trentina di paesi nelle prime cinque settimane dalla pubblicazione.

## Classifiche
| Classifica    | Posizione raggiunta |
| ------------- | ------------------- |
| Corea del Sud | 88                  |
| Francia       | 99                  |
| Paesi Bassi   | 42                  |
| Stati Uniti   | 2                   |